# Joe Schorn
Josef-Peter „Joe“ Schorn, auch Joseph Schorn (* 19. Februar 1911 in Aachen; † 29. Juli 1994 in Berlin) war ein deutscher Schauspieler und Sänger.

## Leben
Joe Schorn war in der Spielzeit 1936/37 am Stadttheater Kolberg verpflichtet. Zur Spielzeit 1937/38 trat er als neues Ensemblemitglied in den Verband der Wanderbühne „Mitteldeutsches Landestheater e. V.“ ein. Beim „Mitteldeutschen Landestheater“ spielte er ab September 1937 den Bromio in Der Widerspenstigen Zähmung. Anschließend war er dort in dem Lustspiel Der Mann mit den grauen Schläfen von Leo Lenz zu sehen. In der Spielzeit 1937/38 übernahm er beim „Mitteldeutschen Landestheater“ auch die Rolle des Leutnants Walter von Arnegg in Das kleine Hofkonzert. In der Spielzeit 1939/40 folgte ein Engagement in der Sparte „Oper und Operette“ am Altmärkischen Landestheater in Stendal.
Nach dem Zweiten Weltkrieg lebte Schorn mit seiner Frau Traudi Harprecht in Augsburg. Zur Spielzeit 1947/48 war er als Direktor, Oberspielleiter und Schauspieler an der „Parkhaus-Operette“ in Bremen und als Oberspielleiter der Operette gastweise an der „Musikbühne Augsburg-Göggingen“ engagiert. Zur Spielzeit 1949/50 folgte ein Engagement als Operettendarsteller am Metropol-Theater in Ost-Berlin. Von 1953 bis 1976 wirkte Schorn als Schauspieler vor der Kamera in mehr als 50 Film-und-Fernsehproduktionen mit. Seine prägnanten Haupt- und Nebenrollen prägten diverse Filme der DEFA. Seine Tochter Uta Schorn ist ebenfalls Schauspielerin.

## Filmografie (Auswahl)
- 1953: Das kleine und das große Glück
- 1953: Die Geschichte vom kleinen Muck
- 1954: Leuchtfeuer
- 1954: Carola Lamberti – Eine vom Zirkus
- 1955: Der Ochse von Kulm
- 1956: Thomas Müntzer – Ein Film deutscher Geschichte
- 1956: Die Millionen der Yvette
- 1957: Die Schönste
- 1957: Rivalen am Steuer
- 1957: Mazurka der Liebe
- 1957: Wo Du hin gehst…
- 1960: Fünf Patronenhülsen
- 1961: Das Kleid
- 1962: Die schwarze Galeere
- 1962: Anonymer Anruf (Fernsehfilm)
- 1963: Die Glatzkopfbande
- 1963: Drei Kriege – 1. Teil: Tauroggen
- 1963: Die Spur führt in den 7. Himmel (TV-Film in fünf Teilen)
- 1964: Viel Lärm um nichts
- 1965: Clown Ferdinand will schlafen
- 1965: Drei Kriege – 3. Teil: In Berlin
- 1963–1966: Blaulicht [insg. 2 Folgen]
- 1966: Irrlicht und Feuer (Fernsehfilm, Zweiteiler)
- 1967: Brot und Rosen
- 1968: Heroin
- 1970: Im Spannungsfeld
- 1971: KLK an PTX – Die Rote Kapelle
- 1972: Tecumseh
- 1973: Das unsichtbare Visier: Das Wasserschloß
- 1973: Der Wüstenkönig von Brandenburg
- 1974: Ulzana
- 1974: Hans Röckle und der Teufel
- 1974: Kit & Co
- 1975: Am Ende der Welt

## Hörspiele
- 1969: Fritz Selbmann: Ein weiter Weg – Regie: Fritz-Ernst Fechner (Hörspiel (8 Teile) – Rundfunk der DDR)